# (3230) Vampilov
(3230) Vampilov es un asteroide perteneciente al cinturón de asteroides, descubierto el 8 de junio de 1972 por Nikolái Stepánovich Chernyj desde el Observatorio Astrofísico de Crimea (República de Crimea).

## Designación y nombre
Designado provisionalmente como 1972 LE. Fue nombrado Vampilov en honor al dramaturgo soviético ruso Alexander Valentinoviĉ Vampilov.